# 17211 Brianfisher
A 17211 Brianfisher (ideiglenes jelöléssel 2000 AY174) a Naprendszer kisbolygóövében található aszteroida. A LINEAR projekt keretében fedezték fel 2000. január 7-én.